# Vitis figariana
Vitis figariana là một loài thực vật hai lá mầm trong họ Nho. Loài này được (Webb) Baker miêu tả khoa học đầu tiên năm 1868.